# Markkasaari (ö i Södra Savolax)
Markkasaari är en ö i Finland. Den ligger i sjön Säynätjärvi och i kommunen Sankt Michel i den ekonomiska regionen  S:t Michel och landskapet Södra Savolax, i den södra delen av landet, 190 km nordost om huvudstaden Helsingfors. Öns area är 1,2 hektar och dess största längd är 180 meter i sydöst-nordvästlig riktning.